# Fourquevaux
Fourquevaux är en kommun i departementet Haute-Garonne i regionen Occitanien i södra Frankrike. Kommunen ligger i kantonen Montgiscard som tillhör arrondissementet Toulouse. År 2022 hade Fourquevaux 808 invånare.

## Befolkningsutveckling
Antalet invånare i kommunen Fourquevaux
Referens:INSEE